# The Wall Street Shuffle
The Wall Street Shuffle è un singolo del gruppo musicale inglese 10cc, pubblicato nel 1973 ed estratto dal loro album Sheet Music.

## Tracce
- 7"

1. The Wall Street Shuffle – 3:34 (Eric Stewart, Graham Gouldman)
2. Gismo My Way – 3:40 (Stewart, Gouldman, Kevin Godley, Lol Creme)

## Cover
La cantante Anni-Frid Lyngstad, nota come membro degli ABBA, ha inciso una cover in lingua svedese del brano, intitolata Guld och gröna ängar, nel suo album solista Frida ensam (1975).